# 名鉄ト600形貨車
名鉄ト600形貨車（めいてつト600がたかしゃ）とは、かつて名古屋鉄道で運用されていた木造貨車（無蓋車）である。
元は1902年（明治35年）に製造された鉄道院の無蓋車である。ここでは派生したト140形についても記述する。

## 概要
- 1920年（大正9年）、三河鉄道は1902年（明治35年）製の無蓋車を鉄道院から譲受し、ト50形（ト51 - ト58）に改番し運用を開始する。1931年（昭和6年）に改番を行い、ト50形のうち国鉄直通を認可されている6両をト600形（ト601 - ト606）、認可されていない2両をト80形（ト81・ト82）と形式を分ける。1939年（昭和14年）にはト600形の国鉄直通認可が抹消されるが、今までの改造によりト50形は9ｔ積、ト600形は10ｔ積となっていることもあり、形式は別々のままとなる。1941年（昭和16年）に三河鉄道が名古屋鉄道に合併すると名古屋鉄道に引き継がれ、ト600形は改番されなかったがト50形はト140形（ト141・ト142）に改番される。
- 戦後、ト600形は東部線で運用され、1960年（昭和35年）に形式消滅、ト140形は三河線で運用され、1958年（昭和33年）に形式消滅する。